# Christian Fuchs
Christian Fuchs (nascut el 7 d'abril de 1986) és un futbolista austríac que juga com a lateral esquerre amb el club de la Major League Soccer Charlotte FC. Ha estat internacional i capità de la selecció austríaca.